# هندوراس
هُندوراس (به اسپانیایی: Honduras) با نام رسمی جمهوری هندوراس (به اسپانیایی: República de Honduras) کشوری است در شمال آمریکای مرکزی. پایتخت آن تگوسیگالپا است.
جمعیت این کشور ۹٫۸ میلیون نفر و ۹۰ درصد مردم آن از تبار مستیزو (آمیخته از اروپایی و سرخ‌پوست) هستند.
واحد پول این کشور لِمپیرا و زبان رسمی آن اسپانیایی است.
چند فرهنگ قدیمی مهم سرخ‌پوستان از جمله تمدن مایا در هندوراس حضور داشتند. این منطقه در سده شانزدهم از سوی اسپانیایی‌ها تصرف شد و در سال ۱۸۲۱ از اسپانیا استقلال یافت و از آن زمان نوع حکومت آن جمهوری است.
هندوراس به خاطر مواد معدنی و میوه‌های گرمسیری خود و به تازگی نیز به خاطر صادرات پوشاک به بازارهای جهانی معروفیت دارد.

## تاریخ

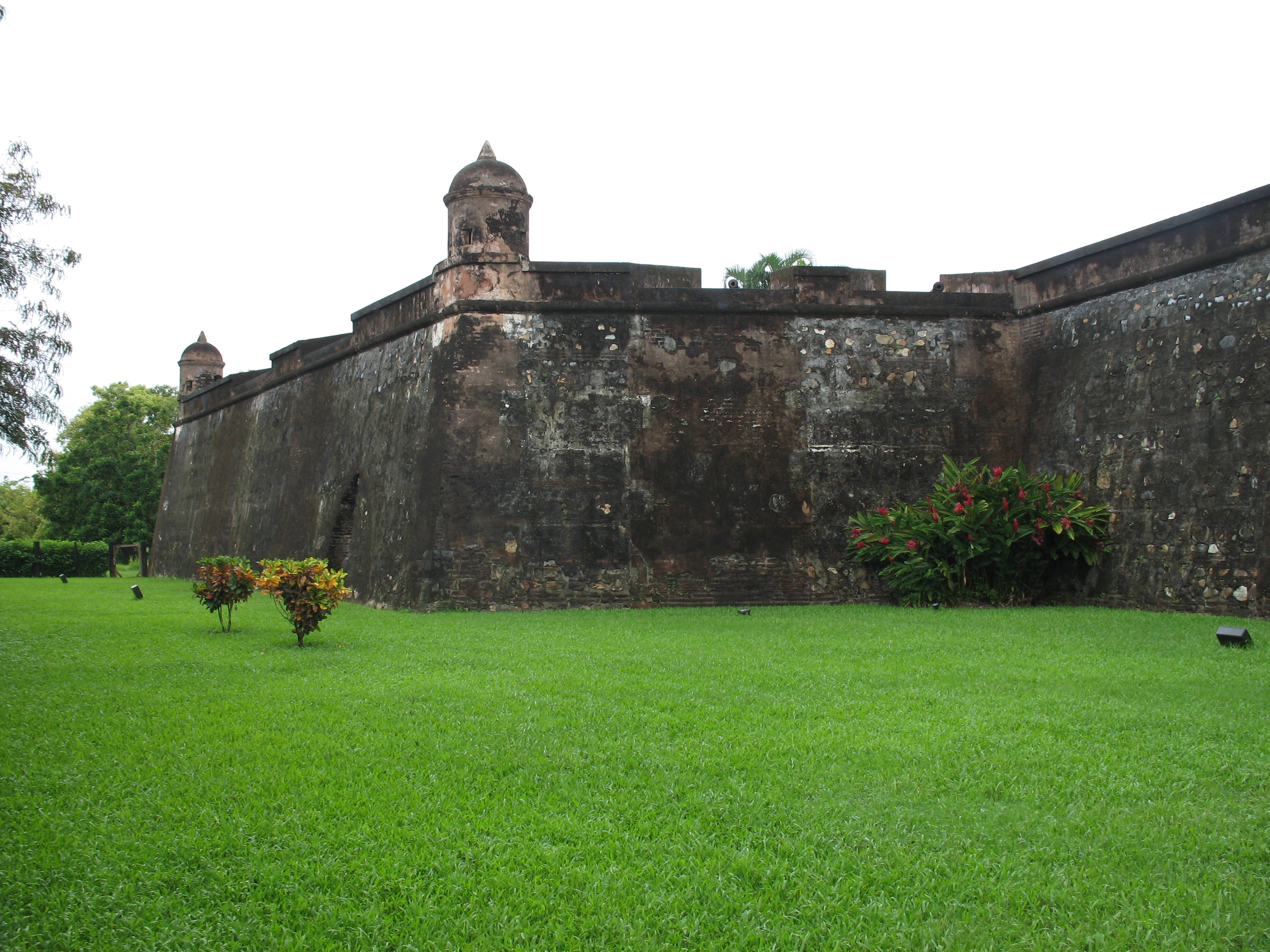
«فورتالزا ده سان فرناندو ده اُموآ» توسط اسپانیایی‌ها برای محافظت ساحل هندوراس در برابر دزدان دریایی انگلیسی بنا شد.

واژه هُندوراس در زبان اسپانیایی به معنی «ژرفا» است. برای توصیف این نام دو نظریه ارائه شده‌است: یکی این‌که این نام به خلیج تروخیو به عنوان لنگرگاهی عمیق اشاره دارد. دوم این‌که به جمله‌ای اشاره دارد که گفته می‌شود کریستف کلمب در این محل به زبان آورده به این مضمون که «خدا را سپاس که آن اعماق را ترک کردیم.»
در دوران پیش از کریستف کلمب، منطقه هندوراس امروزی بخشی از محدوده فرهنگی سرخ‌پوستان آمریکای میانه بود. در غرب آن تمدن مایا صدها سال رواج و رونق داشت. مرکز حاکمان تمدن سرخ‌پوستی در محدوده هندوراس شهر کوپان بود. نوادگان امروزی مایاهای هندوراس مردم قوم چورتی هستند که در غرب کشور سکنی دارند.
اسپانیایی‌ها در سال ۱۵۲۴ به رهبری هرنان کورتز به هندوراس رسیدند و نیروهای مسلح خود را از مکزیک به این منطقه آوردند. اسپانیایی طی دو دهه پس از آن به تسخیر مناطق زیادی از هندوراس پرداختند اما بومیان، به ویژه قوم لمپیرا مقاومت زیادی کردند و بسیاری از مناطق شمال کشور، ازجمله پادشاهی میسکیتو، هیچ‌گاه به دست اسپانیایی‌ها نیفتاد.
پس از تصرف هندوراس به‌دست اسپانیایی‌ها، هندوراس بخشی از پادشاهی گواتمالا در امپراتوری گسترده اسپانیا در بَرّ جدید به‌شمار آمد. تروخیو و گراسیاس مراکز شهری اصلی در هندوراس بودند. اسپانیایی‌ها در حدود سیصد سال بر هندوراس فرمان راندند.

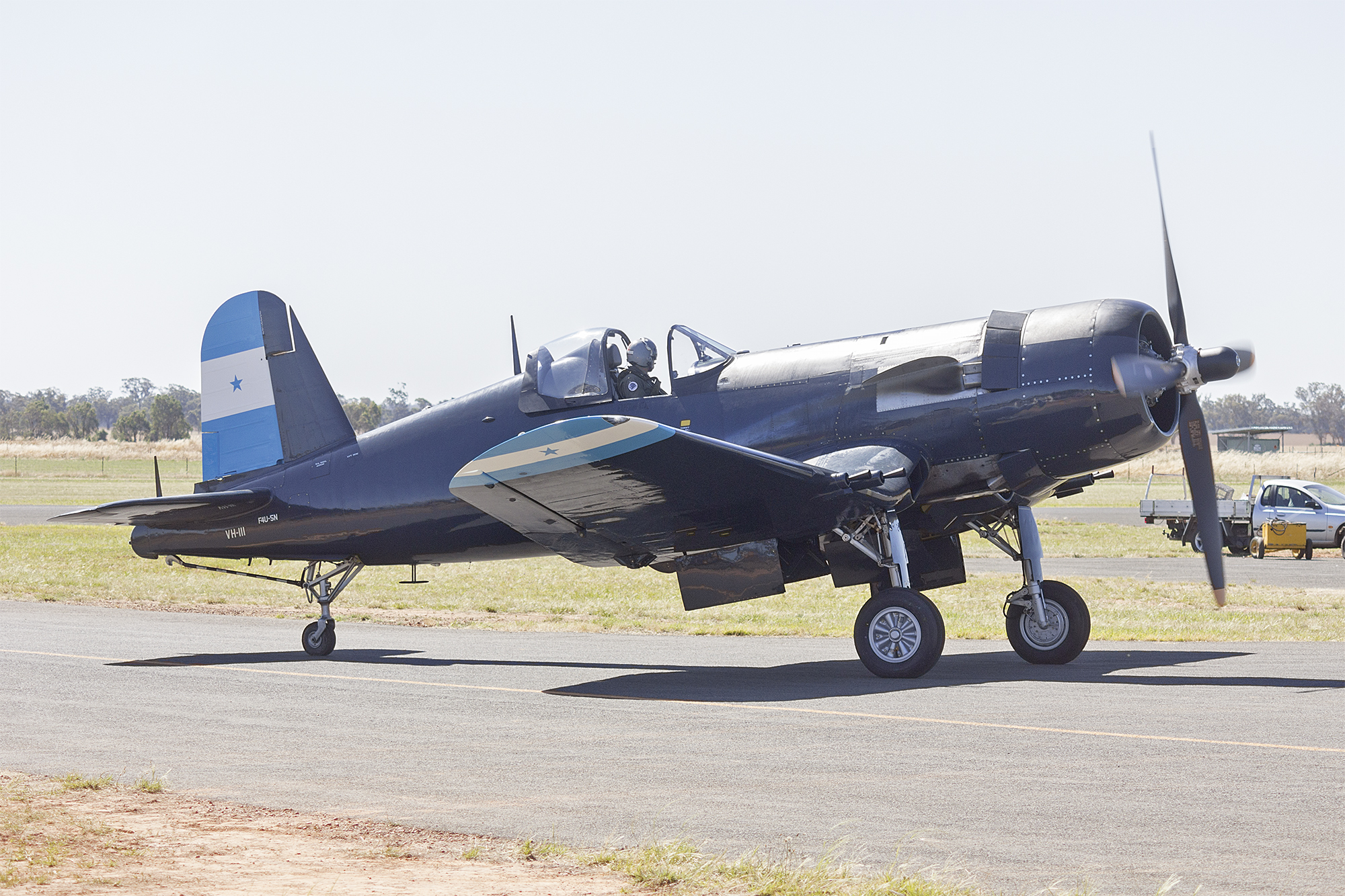
چنس ووت اف۴یو کرسر در نیروی هوایی هندوراس مورد استفاده در جنگ فوتبال

هُندوراس در ۱۸۲۱ از سلطه اسپانیا آزاد گشت، ولی تا ۱۸۲۳ بخشی از مکزیک و تا ۱۸۳۹ بخشی از فدراسیون آمریکای مرکزی بود.
هندوراس در طول مدت بین استقلال و اوایل قرن بیستم شاهد آشوب سیاسی مستمر و جنگ با کشورهای همسایه بود. نفوذ ایالات متحد آمریکا در این کشور فوق‌العاده بود، و دلایل عمده این امر سرمایه‌گذاری کلان شرکت قدرتمند یونایتد فروت در تولید موز بود.
پس از جنگ داخلی کوتاهی در ۱۹۲۵، زنجیره‌ای از دیکتاتورهای نظامی تا ۱۹۸۰ بر این کشور حکومت کردند. از این تاریخ به بعد دولت‌های غیرنظامی میانه‌رو متمایل به مردم سالاری انتخاب شده‌اند.

## جغرافیا

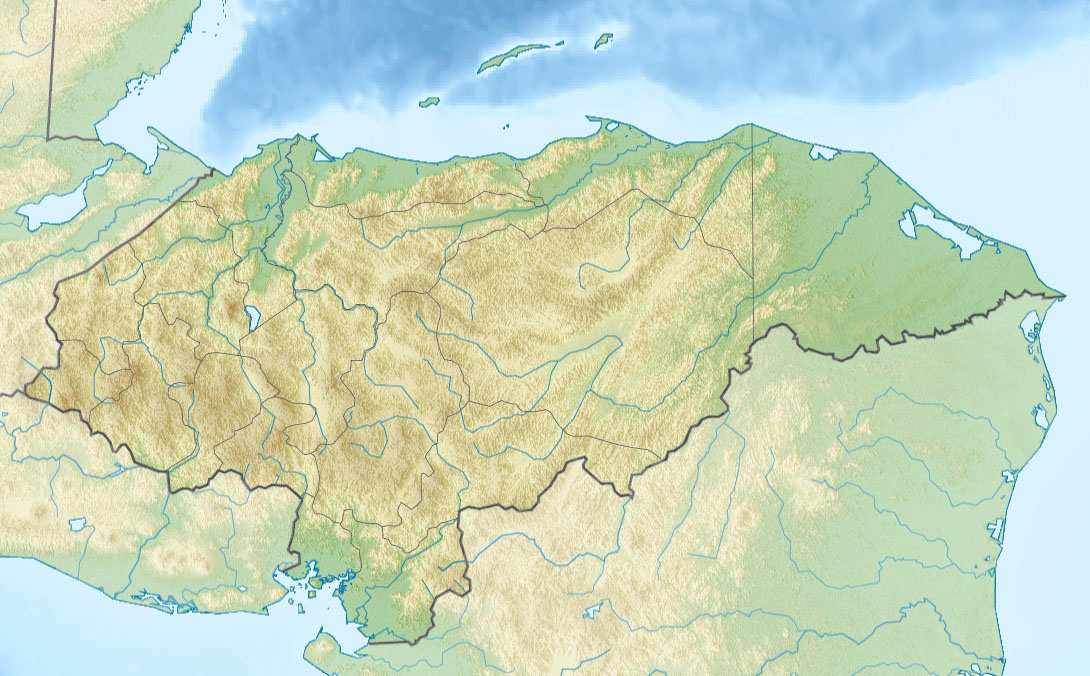
نقشهٔ توپوگرافی هندوراس

اقیانوس اطلس از شمال، گواتمالا از مغرب، السالوادور و نیکاراگوآ به همراه خلیج فونسکا از جنوب و نیکاراگوآ از مشرق این کشور را احاطه کرده‌اند.
بیش از سه چهارم هُندوراس کوهستانی است، و جلگه‌های ساحلی کوچکی نیز وجود دارد. رودهای مهم آن پاتوکا، اولوئا و بلندترین نقطه آن قله لاس‌میناس، به بلندی ۲۸۴۹ متر است.
میزان بارندگی در زمین‌های پست استوایی بالاست (۱۵۰۰ تا ۲۰۰۰ میلی‌متر) و آب‌وهوا در مناطق کوهستانی آن معتدل‌تر و خشک‌تر است.
مختصات جغرافیایی هندوراس ۱۵ درجه شمالی و ۸۶ درجه و ۳۰ دقیقه شرقی و مساحت آن ۱۱۲٫۰۹۰ کیلومتر مربع است. هندوراس ۸۲۰ کیلومتر خط ساحلی دارد.
شهرهای مهم آن سان‌پدرو سولا و لاسیبا است.

### قله‌ها
- قله سررو لاس میناس - با ارتفاع ۲۸۶۵ متر
- خلیج هندورای - در شمال غربی
- خلیج فونسکا - در جنوب
- خلیج کارتاسکا - در جنوب
- جزایر باهیا - در شمال
- رود پاتوکا - در مرز با نیکاراگوآ
- رود کوکو - در مرز با نیکاراگوآ

### تقسیمات کشوری
هندوراس ۱۸ استان (departments) دارد. پایتخت کشور یعنی تگوسیگالپا در بخش مرکزی استان فرانسیسکو مورازان قرار گرفته‌است.

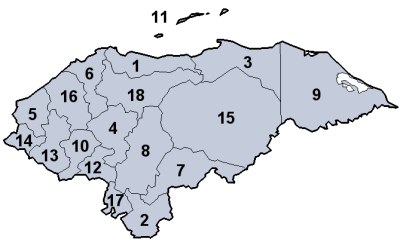
نقشهٔ استان‌های هندوراس

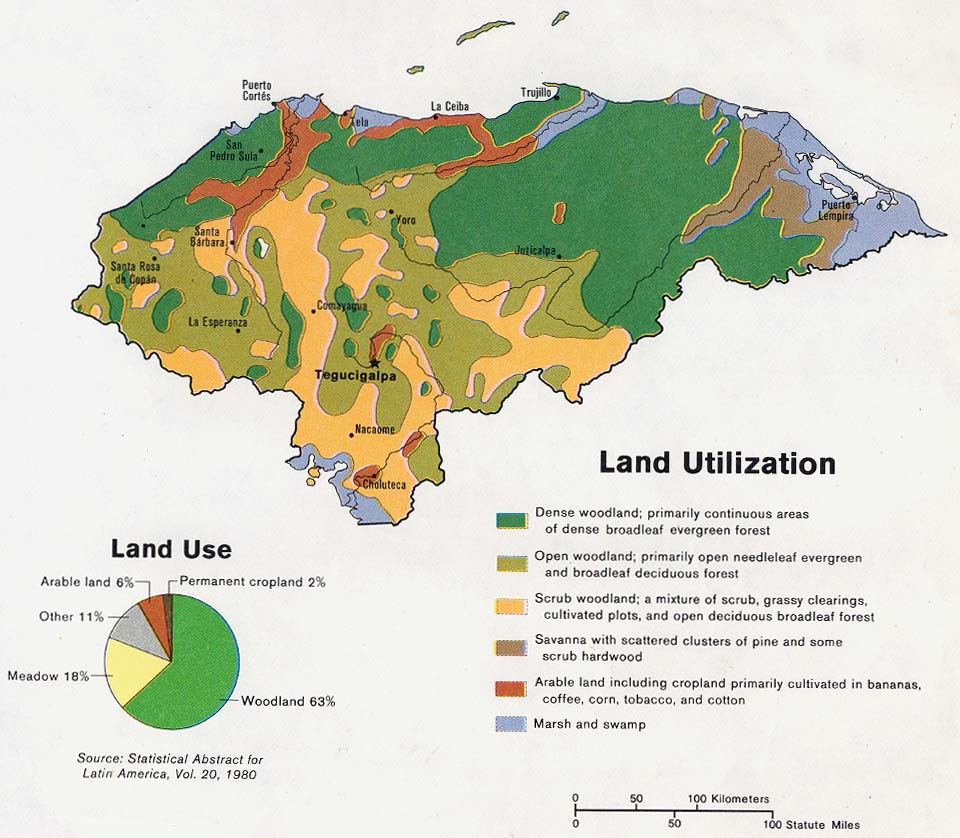
نقشه هندوراس

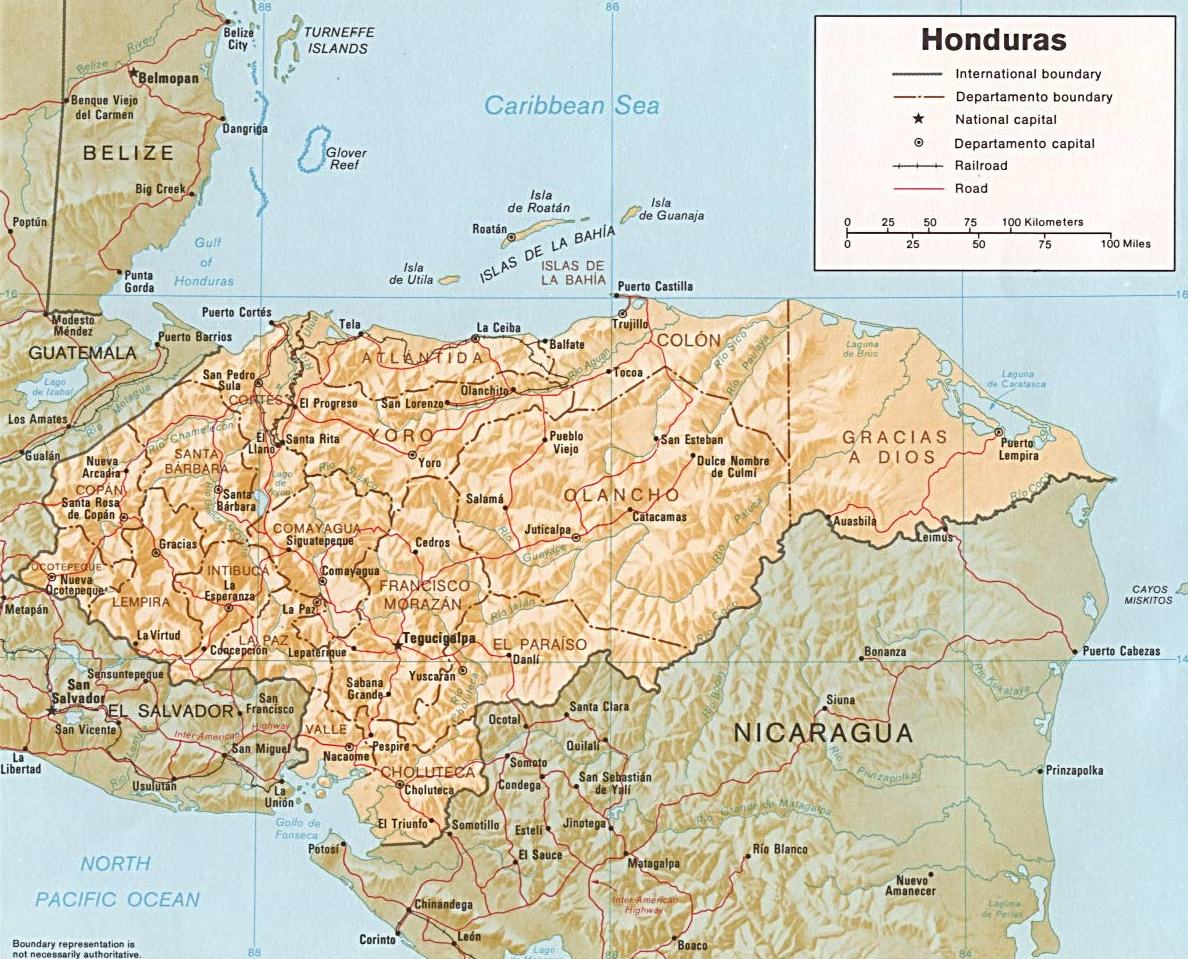
نقشه هندوراس

1. آتلانتیدا
2. چولوتکا
3. کولون
4. کومایاگوآ
5. کوپان
6. کورتس
7. ال پارائیسو
8. فرانسیسکو مورازان
9. گراسیاس آدیوس
10. اینتیبوکا
11. ایسلاس دلا باهیا
12. لاپاز
13. لمپیرا
14. اوکوتپکوئه
15. اولانچو
16. سانتا باربارا
17. واله
18. یورو

## سیاست

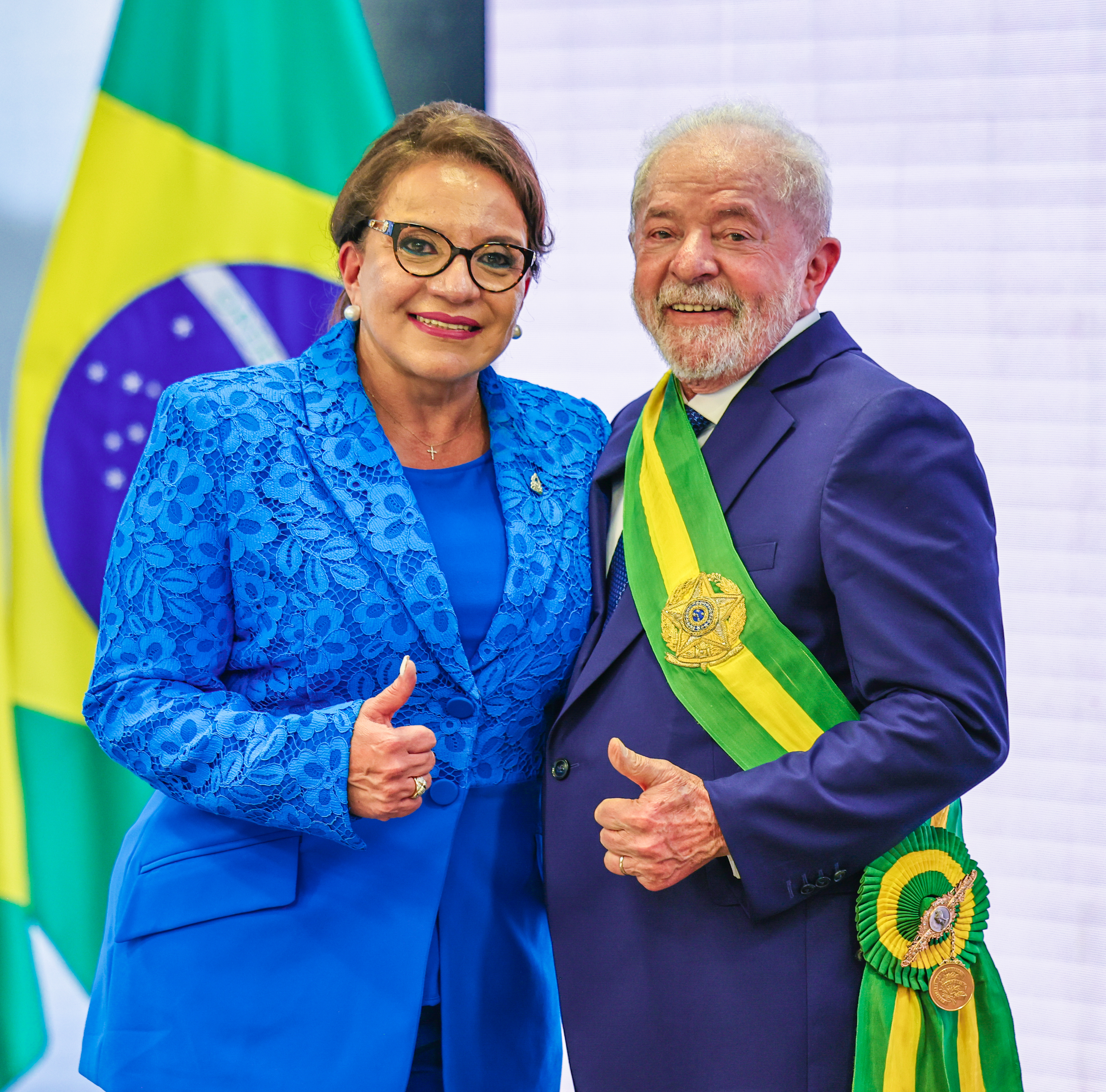
سیومارا کاسترو رئیس جمهور هندوراس و لولا داسیلوا رئیس جمهور برزیل

رئیس‌جمهور و ۱۳۴ عضو مجمع ملی برای دوره‌ای چهارساله با رأی تمامی افراد بالغ انتخاب می‌شوند. احزاب مهم سیاسی هندوراس عبارتند از:
- حزب لیبرال هُندوراس
- حزب ملی (راست‌گرا)
- حزب ابداع و حزب اتحاد

این کشور در سازمان ملل متحد، سازمان کشورهای آمریکایی، بازار مشترک آمریکای مرکزی، نظام همگرایی آمریکای مرکزی عضویت دارد.

### کودتای نظامی ژوئن ۲۰۰۹ و سرنگونی زلایا

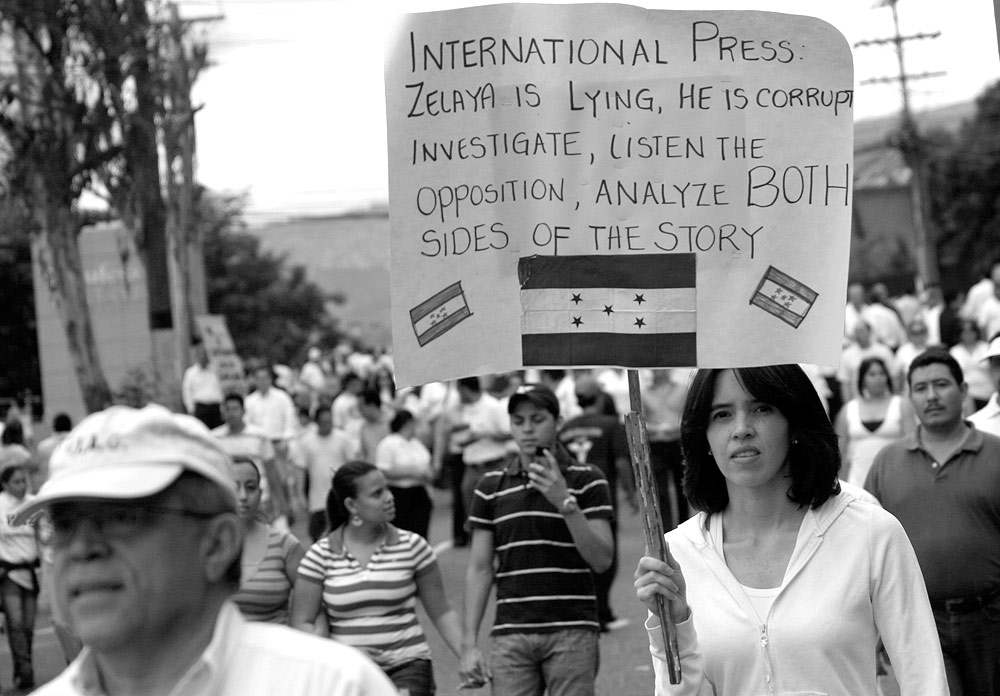
تظاهرات علیه مانوئل زلایا

در سحرگاه ۲۸ ژوئن ۲۰۰۹ (۱۳۸۸/۴/۷) و تقریباً دو ساعت پیش از شروع همه‌پرسی پیرامون تشکیل یک مجلس مؤسسان با هدف اصلاح قانون اساسی این کشور، کودتاچیان با استفاده از ۲۰۰ سرباز آموزش دیده اقدام به حمله به کاخ ریاست جمهوری واقع در تگوسیگالپا کردند و خوزه مانوئل زلایا، رئیس‌جمهور هندوراس را که در خواب بود ربودند. آن‌ها وی را با تهدید اسلحه از خواب بلند کرده و در حالی که هنوز لباس خواب بر تن داشت، بازداشت کردند و از طریق هواپیما راهی پایگاهی نظامی در کاستاریکا و پس از آن در دومنیکن کردند.
همه‌پرسی مذکور به منظور گرفتن نظر مردم هندوراس پیرامون تشکیل یک مجلس مؤسسان با هدف اصلاح قانون اساسی این کشور که راه را برای انتخاب یک نامزد ریاست جمهوری، برای بیش از دو دوره متوالی، هموار می‌کرد، بود.

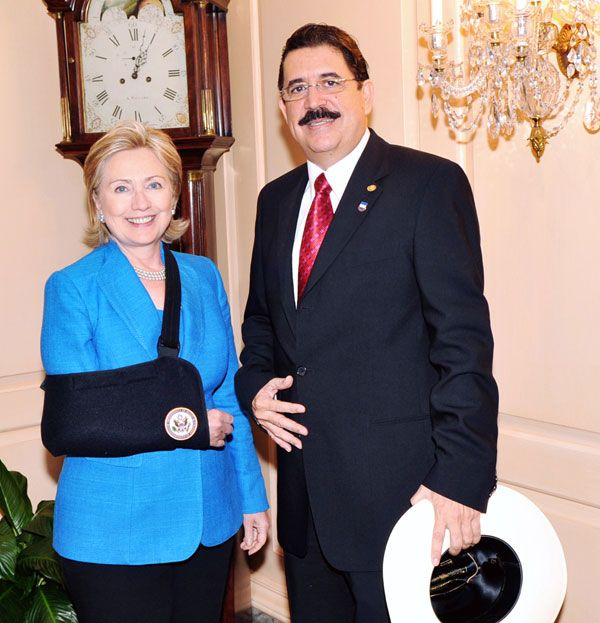
زلایا و هیلاری کلینتون

منتقدان، مانوئل زلایا را متهم می‌کنند که او با این کار قصد داشت قانون محدودیت انتخاب مجدد رئیس‌جمهوری را از قانون اساسی حذف کند و راه خود را برای انتخاب دوباره خود به مقام ریاست جمهوری هموار کند. از اینرو، تصمیم به برگزاری همه‌پرسی توسط دادگاه عالی هندوراس و کنگرهٔ این کشور غیرقانونی اعلام شد و ارتش هندوراس هم با آن مخالفت کرد. بعد از اینکه مانوئل زلایا بر ادامه روند برگزاری همه‌پرسی اصرار کرد، کنگره هندوراس با حمایت دادگاه عالی این کشور او را به دلیل نقض مکرر قانون اساسی از سمت خود برکنار کرد.
پورفیریو لوبو به عنوان ۵۴مین رئیس‌جمهور هندوراس، جایگزین زلایا شد.
پس از ۱۶ ماه تبعید، مانوئل زلایا به‌طور مخفیانه به هندوراس بازگشت و اکنون نیز در سفارت برزیل در تگوسگالپا پایتخت زندگی می‌کند. لوبو و زلایا موافقتنامه‌ای را به منظور بازگشت زلایا به این کشور امضاء کرده بودند که به ورود مجدد و فوری هندوراس به سازمان کشورهای آمریکایی منجر می‌شد.
یکی از شواهد دست داشتن آمریکا در این کودتا، اسنادی است که ویکی‌لیکس منتشر کرده‌است که از نقش محوری آمریکا پیش از کودتا در هندوراس، در حین انجام کودتا و پس از آن پرده برداشت.
اولین سند از اسناد منتشر شده به ترتیب زمانی مربوط به مکاتبات سفارت آمریکا در تگوسیگالپا پایتخت هندوراس، با واشینگتن و سایر مخاطبان است که در آن اوضاع هندوراس تشریح شده‌است. محتوای سند دوم مربوط به تحلیل تک تک نقش‌آفرینان تأثیرگذار داخلی هندوراس می‌شود. این افراد توانستند در روند مذاکرات برای امضای معاهده «سن‌خوسه» تأثیرگذار باشند. این معاهده در نوامبر ۲۰۰۹ و پیش از برگزاری انتخابات در هندوراس امضاء شد. برنامه کودتا توسط واشینگتن طراحی شده بود و آن‌ها در این برنامه به این گونه اطلاعات نیاز داشتند.

## اقتصاد

نقشه‌درختی از مهم‌ترین صادرات هندوراس

اکثر مردم هندوراس در بخش کشاورزی و دامداری کار می‌کنند، ولی با وجود اصلاحات ارضی، سطح زندگی همچنان پایین است. موز کالای اصلی صادرات است، هرچند گوشت از اهمیت فزاینده‌ای برخوردار است. در این کشور منابع طبیعی کمی یافت می‌شود.

## مردم

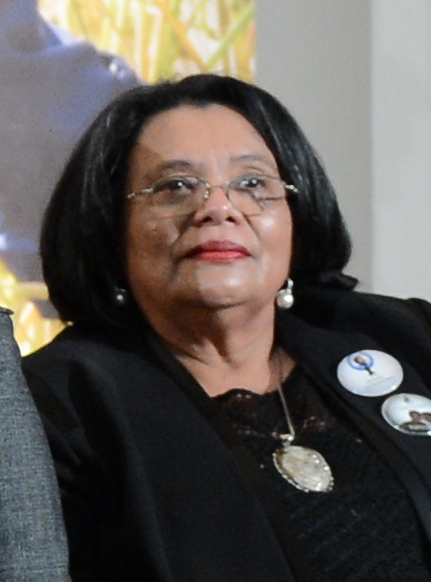
خولیتا کاستیانوس جامعه‌شناس هندوراسی

مردم هندوراس بیشتر از تبار مستیزو هستند و دارای مذهب کاتولیک رومی هستند.
درهندوراس اقوامی از کشور بلیز وجود دارند و با نزدیکی سیاسی آمریکای پروتستان به هندوراس در پایتخت این کشور پروتستانی‌ها زندگی می‌کنند
که البته جمعیت آنان با وجود رشد در این سال‌ها اما هنوزدر اقلیت به سر
می‌برند